# Pierre-Marcel Ondher
Pour les articles homonymes, voir PMO.
 (février 2015).
 (février 2015).
Si vous disposez d'ouvrages ou d'articles de référence ou si vous connaissez des sites web de qualité traitant du thème abordé ici, merci de compléter l'article en donnant les références utiles à sa vérifiabilité et en les liant à la section « Notes et références ».
 (février 2015).
- Si vous ne connaissez pas le sujet, laissez ce bandeau (vous pouvez alors contacter les auteurs).
- Si vous supprimez le contenu mis en cause (vous pouvez préalablement contacter les auteurs),

argumentez précisément cette suppression dans la page de discussion
(un manque de référence n'est pas un argument ; une recherche réelle de référence doit avoir été effectuée, être formellement documentée).

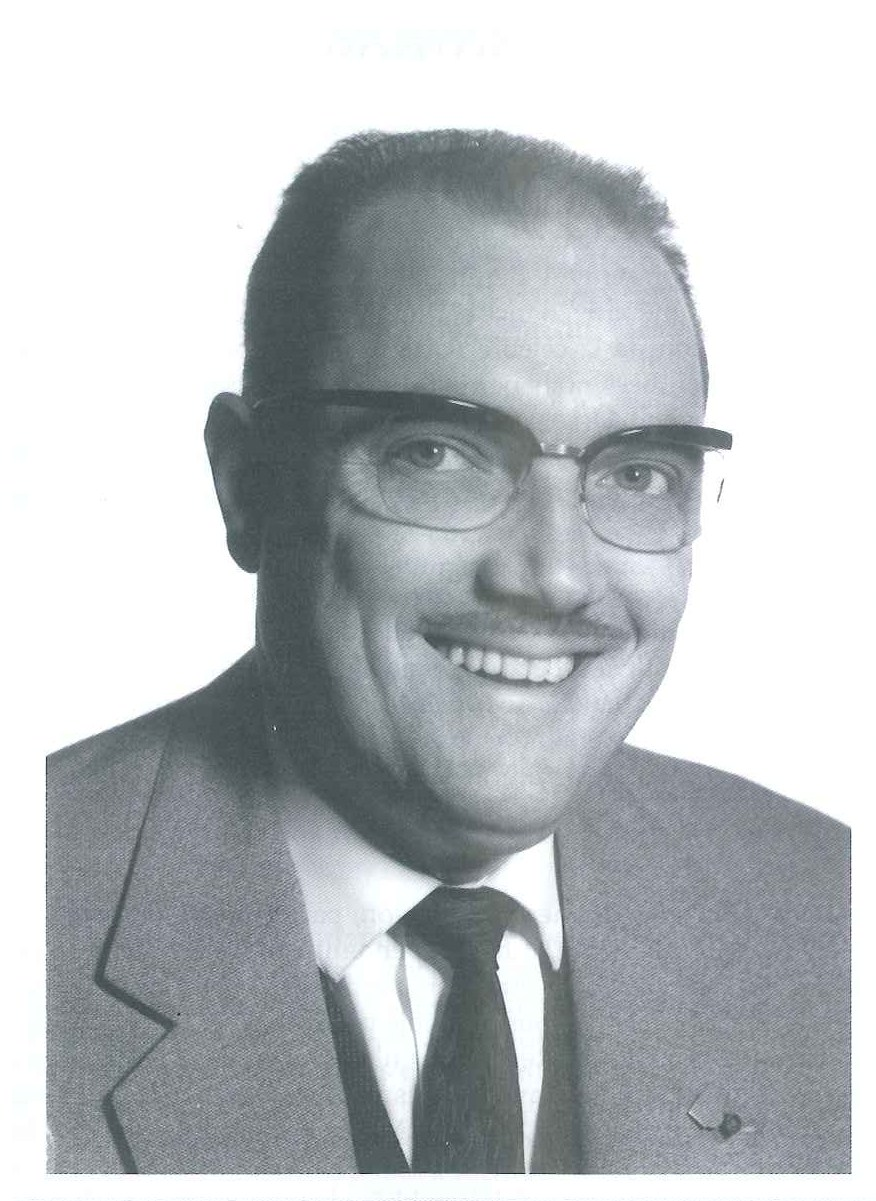
Pierre-Marcel Ondher en 1962.

Pierre-Marcel Ondher, né Pierre Hervy à Paris le 5 septembre 1925 et mort à Ivry-sur-Seine le 17 mars 2013, est un présentateur radiophonique, producteur de disques et occasionnellement acteur de cinéma. 
« Ondher » est un pseudonyme bâti avec les débuts du mot « onde » et de son nom breton « Hervy ».

## Biographie

### Émissions de radio
Pierre-Marcel Ondher était présentateur radiophonique professionnel spécialisé dans le domaine des musiques légères et de genre sur Radio France. 
Il s'est enthousiasmé, dès son plus jeune âge, par les orchestres de musique légère, diffusant sur les postes à lampe de l'époque. Il conserva le souvenir du premier disque en 1944, un 78 tours 30 cm : Les flots du Danube, une valse d'Ivanovici, interprétée par l'orchestre Marek Weber. 
Roger Roger composa, en 1960, la PMO Polka qu'il utilisa comme indicatif de nombreuses années, jouée ensuite aussi par la Musique des gardiens de la paix de Désiré Dondeyne, ainsi qu'Étienne Lorin.
Il participa à de nombreuses émissions hebdomadaires depuis 1948 sur plusieurs radios :
- France IV haute-fidélité (devenu France Musique) ;
- Europe 1 (à la création de laquelle il a participé, en 1955 ;
- Radio Maroc dans les années 1950, Radio Paris-Métropole, années 1960 ;
- la semaine télévisuelle présentant des concerts sur la 1° chaîne, en 1963 ;
- France Inter et Inter-Variétés (émission de clôture du 30.09.1974) ;
- France Musique, jusqu'en 1984 ;
- Radio 3, en 1985-1986 ;
- Radio Bleue de 1992 à 1996 ;
- il intervient, de 1998 à 2012, aux émissions de Benoît Duteurtre sur France Musique.

Il a effectué au total environ 60 années de présentation radio des disques de musiques de genre et de divertissement[réf. nécessaire].
Il les faisait toujours débuter, voire clore, par un indicatif choisi parmi ses musiques préférées (comme le firent aussi beaucoup des autres animateurs de cette musique), parmi lesquelles :
- La Juliska de Budapest, violon et orchestre Barnabás von Géczy ;
- Champagne galop (Hans Christian Lumbye), xylophoniste Fred Roozendaal ;
- Fandango, orchestre Franck Perkins ;
- Le violon rieur, violoniste Noucha Doïna, orchestre Belà Sanders ;
- Go-Go-Po-Go, orchestre Percy Faith ;
- PMO polka, orchestre de Radio-France dirigé par Roger Roger ;
- PMO polka, harmonie des Gardiens de la Paix dirigé par Désiré Dondeyne ;
- Paysages de l'Arizona (Pierre Duclos), orchestre Paul Bonneau ;
- Tic-Tac Pompadour, orchestre Paul Bonneau ;
- Le piano ivre, valse, orchestre Helmut Zacharias ;
- Le cheval à bascule, Michel Lorin, xylophone et orchestre Jack Nilson ;
- Partie de luge en Egenadine, orchestre Cédric Dumont ;
- Le lièvre de Mars, reel écossais, Réginald Dixon, orgue de cinéma.

La présentation des commentaires de ses émissions était minutieusement préparée et chronométrée, en raison du temps de plus en plus matinal et de plus en plus réduit qui lui était imparti. De nombreux auditeurs, assidus et passionnés, assistaient à ses émissions et en ont conservé les enregistrements sur magnéto à bobines, puis cassettes.
Il invitait ou interviewait assez souvent des musiciens : des chefs d'orchestre ou des passionnés mélomanes amateurs, membres de l'AMR (Association de musiques récréatives). Sous le titre « carte blanche », ils présentaient eux-mêmes une sélection musicale de leur choix dans son émission.
Il veillait également à la bonne prononciation des titres, compositeurs et interprètes en langue étrangère, figurant sur de nombreux disques.

### Production discographique et chroniqueur
Il fut également un producteur discographique ; il supervisait dès les premiers microsillons, de nombreux disques (comme notamment le Mandolin' Club de Paris ou l'harmonie des Gardiens de la Paix), ainsi que le trompettiste Maurice André dans ses interprétations des bals et kiosque champêtres ; il écrivait souvent les commentaires rédigés sur le verso de nombreuses pochettes de microsillons, puis livrets de CD dans ce vaste répertoire musical ; à partir de 1993, il a participé à la réédition de 78 tours de sa collection en CD, comme le Grand Orchestre Bohémien, avec l'aide de Gilbert Pilon et Claude Petit, et à la technique, Lionel Risler, des studios Sofreson. Le tout dernier (la farandole des Percussions) fut complété par Serge Elhaïk en 2014.
La difficulté pour les rééditions était celle des droits d'auteur de la SACEM ; il ne fallait pas dépasser - sauf autorisation particulière des artistes (compositeurs et interprètes) eux-mêmes - l'ancienneté de 50 ans minimum des enregistrements d'origine. 
Le xylophone était son instrument préféré ; il est mis en vedette sur plusieurs disques préfacés, comme Fred Roozendaal (1960) (dont Champagne Galop, d'Hans Christian Lumbye, servit longtemps d'indicatif à ses émissions), Farandole d'Instruments (2001).
Près de 200 disques microsillons, puis CD, furent supervisés et/ou préfacés par lui ; ils portent le plus souvent un titre évocateur, et, sous de nombreux labels : Barclay, Ducretet-Thomson, Festival et Guilde du disque (années 1950 à 1970), Sélection du Reader-Digest. Puis sur CD : ILD (années 1990), EPM (années 2000) et enfin, Marianne Melodie.
Il participa aux présentations de disques dans ce domaine sous la qualification « Musiques pittoresques », pour la revue Diapason.
En 2013, sa veuve, Liliane Hervy, a fait don au département de l’Audiovisuel de la Bibliothèque nationale de France de sa collection : environ 25 000 supports (disques 78 tours, microsillons et CD), ensemble de musiques de genre et de chansons françaises ; elle a grandement enrichi la phonothèque de la BnF mise à disposition des chercheurs et du public.

### Président d'associations
Dès 1953, il créa l'association des « Amis de la Musique de Genre » (AMG), devenue, depuis 1968, l'association de musiques récréatives (AMR). 
En tant que président-fondateur de cette association, il faisait connaître et proposait l'achat de sélections de disques de ce domaine, au côté du « Club Discophile de Musiques de Divertissement ». Celles-ci sont nées d'amateurs de disques connues notamment grâce à ses émissions.
Quelques associations plus « spécialisées » se sont créées en réunions amicales, auxquelles il assistait le plus fidèlement possible, comme :
- le Club Tyrol dans les années 1990 (mais qui a cessé depuis), où jouaient notamment les deux plus français des tyroliens, Jean-Claude Ollier et Thierry Humel (cithare, hackbrett, accordéon et yodel) ;
- le Club des amis de la musique viennoise, toujours présidé par Michel Gorny ;
- le Club James Last ;
- l'Association des amis de la musique mécanique (AAIMM) (orgues limonaires, pianos mécaniques...), toujours active et qui fut longtemps présidée par Henry Triquet[5].

Comme pour la majorité des mélomanes passionnés de ce genre musical, notamment à l'AMR, l'arrivée progressive de la musique pop dans les genres les plus agressifs le dépassait totalement ; il la trouvait  trop criarde et tapageuse, voire peu supportable et antimusicale ; il comprenait mal la sous-diffusion, depuis de nombreuses années, de presque tous les styles de musiques légères, folkloriques et de divertissement ; ces styles,  nombreux et de qualité, il les a toujours soutenus.
Sympathique, simple et bienveillant avec son entourage et ses auditeurs, il n'hésitait pas à répondre aux multiples invitations, dont beaucoup d'amis fidèles, comme Claude Petit à partir de 1994. S'ajoutant à ses multiples activités musicales, cela occasionnait souvent des retards involontaires et imprévus à ses différents rendez-vous.

### Filmographie et spectacles
En tant que figurant, il a joué dans quelques films de Jean-Pierre Mocky, comme  À mort l'arbitre (1984),  Le Pactole (1985),  Le Miraculé (1987),  Agent trouble (1987),  Divine enfant (1989),  Robin des mers (1998).    
En 1999, il est le narrateur du spectacle Le Siècle en Mouvements, écrit et mis en scène par Rodolph Nasillski.  

### Animateur de concerts
Pierre-Marcel Ondher fut le présentateur de chaque concert de l'Orchestre à Plectres de la SNCF, ainsi que ceux de l'Orchestre d'Accordéons de Paris ; ils sont toujours actifs et ont, par coïncidence, le même sigle (OAP).
Bourvil fut un grand admirateur de Pierre-Marcel Ondher et un fervent des musiques de divertissement : il est devenu adhérent à l'AMR en 1967.
En 1972, PMO présenta également le spectacle à Bobino de la prodigieuse famille autrichienne folklorique Engel, formée de 9 musiciens (les parents, 3 filles et 4 garçons), suivie du tout aussi prodigieux flûtiste de pan virtuose roumain Gheorghe Zamfir. Georges Sougy de l'AMR a enregistré le concert sur magnéto bobines portable.
PMO s'occupait de la présentation de tous les spectacles, lors des réunions de l'AMR. On peut citer le trompettiste Maurice André, Jean-Claude Ollier cithariste du Club Tyrol, les flûtes indiennes de Los Calchakis (dirigées par Hector Miranda), le trio d'harmonica The Hotvill's, l'harmonie et le quatuor de saxophones des Sapeurs-Pompiers des Yvelines (dirigé par le lieutenant colonel Regel), la violoniste tzigane magyare Noucha Doïna, le guitariste Claude Ciari, les accordéonistes Corinne Rousselet et Danielle Pauly, ainsi qu'avec Serge Elhaïk de l'invitation à l'AMR de nombreux chefs d'orchestre tels que Hans Colésa en 1966, Ray Ventura en 1979, Raymond Lefevre, Paul Bonneau (qui adhéra aussi au CDMD en 1988), Gérard Calvi en 1997, Paul Mauriat en 2001.
Il essayait le plus souvent d'assister aux différents concerts et spectacles de ces musiques  : le Ballet Mosseïev au Palais des Congrès, les Concerts viennois de l'ensemble Johann Strauss lors de fête de la musique en région parisienne, les ensembles de salon, le festival des fanfares-harmonies à la ville du Havre. Il se rendait aux divers festivals en France, ou même en Autriche, de musiques folkloriques, harmonies ou festival d'orgues limonaires-musiques mécaniques comme à Dijon.